# Triopterys
Triopterys es un género con 19 especies de plantas con flores  perteneciente a la familia Malpighiaceae. Es originario del Caribe. El género fue descrito por  Carlos Linneo  y publicado en Botanical Miscellany  3: 157 - 158, en el año 1833. La especie tipo es Triopterys jamaicensis L.

## Especies
- Triopterys acuminata Willd.
- Triopterys acutifolia 	(Cav.) Willd.
- Triopterys brasiliensis Poir.
- Triopterys buchii 	(Urb. & Nied.) Urb. & Nied.
- Triopterys discolor G.Mey.
- Triopterys havanensis Kunth
- Triopterys hiraea Gaertn.
- Triopterys jamaicensis 	L.
- Triopterys lingulata 	Poir.
- Triopterys lucida 	Kunth
- Triopterys mucronata 	(Cav.) Raeusch.
- Triopterys ovata 	Cav.
- Triopterys paniculata Small
- Triopterys pauciflora 	G. Mey.
- Triopterys pinnata 	Poir.
- Triopterys polycarpa Salzm. ex A.Juss.
- Triopterys reclinata 	(Jacq.) Cav.
- Triopterys rigida Sw.
- Triopterys sericea Schltdl.